# Anthelephila biroensis
Anthelephila biroensis is een keversoort uit de familie snoerhalskevers (Anthicidae). De wetenschappelijke naam van de soort is voor het eerst geldig gepubliceerd in 1956 door Pic.